# Elecciones presidenciales de Argentina de 1958
Las elecciones presidenciales de Argentina de 1958 fueron organizadas por la dictadura encabezada por el general Pedro Eugenio Aramburu, que tomó el poder mediante un golpe de Estado en 1955 que derrocó al gobierno constitucional democrático de Juan Domingo Perón. Las elecciones se realizaron con el Partido Peronista ilegalizado, el expresidente Perón proscripto, así como los dirigentes que adherían a esa corriente política. La dictadura declaró ganador a Arturo Frondizi, de la Unión Cívica Radical Intransigente, quien superó a Ricardo Balbín, de la Unión Cívica Radical del Pueblo. Ante su proscripción política, Perón y Frondizi sellaron un pacto electoral, que fue determinante para el triunfo del segundo. El porcentaje de votantes alcanzó el 90%, el más alto de la historia electoral argentina, al igual que el porcentaje de votos en blanco que superó el 9%. Fue una de las cuatro elecciones presidenciales en la que los dos principales candidatos fueron radicales.
Frondizi sería derrocado por un golpe de Estado en 1962, aunque logró evitar la instalación de una dictadura militar, mediante una maniobra que instaló como presidente de la Nación al presidente provisional del Senado José María Guido bajo supervisión militar, quien luego procedió a cerrar el Congreso e intervenir los poderes provinciales.   
La dictadura restableció el texto de la Constitución de 1853, volviendo a la elección indirecta del presidente y su vice, mediante la delegación de la elección en un Colegio Electoral integrado por representantes elegidos en los 24 distritos entonces existentes (23 provincias y la Capital Federal), debido al proceso de provincialización de los territorios nacionales iniciado en 1951. Los habitantes del único territorio nacional restante, Tierra del Fuego, Islas del Atlántico Sur y la Antártida, fueron incorporados al padrón de la Capital Federal. Los electores fueron elegidos por el sistema de lista incompleta (dos tercios para el ganador y un tercio para el segundo). 
Las elecciones de 1958 inauguraron un período de gobiernos de legitimidad cuestionada, que Cavarozzi llamó "semi-democracia", en la que se avaló la abolición de la Constitución por parte una dictadura, seguida de la imposición de un nuevo texto constitucional sin cumplir con el procedimiento legal, a la vez que fueron proscriptos el peronismo y luego el frondizismo y perseguidos miles de dirigentes políticos.

## Contexto histórico
Entre el 16 y el 22 de septiembre de 1955,
golpe de Estado militar que se autodenomino Revolución Libertadora. 
que tras derrocar al gobierno constitucional segundo gobierno peronista, el presidente Juan Domingo Perón fue derrocado siendo obligado al exilio.Tras el golpe, la junta militar ordenó clausurar el Congreso Nacional, deponer a los miembros de la Corte Suprema y a las autoridades provinciales, municipales y universitarias, además de poner "en comisión" a todo el Poder Judicial. El 23 de septiembre el jefe del golpe Eduardo Lonardi asume como autoridades supremas, con la suma de los poderes ejecutivos y legislativos nacionales y provinciales, y atribuyéndose el título de Presidente de la Nación., tras 59 días un golpe de Palacio comandado por Pedro Eugenio Aramburu,derroca a Lonardi, Aramburu que proscribió al Partido Peronista y al propio Perón, además de prohibirse cualquier mención al expresidente o a su difunta esposa, Eva Perón. Sin embargo, la Junta Militar convocó una Junta Consultiva Civil que, para consternación de muchos conservadores, recomendó medidas draconianas o la inversión de la mayoría de las reformas de Perón. Un intento de contragolpe contra la Junta el 10 de junio de 1956 llevó a la ejecución de veintisiete personas incluidos numerosos civiles.En 1958 inflación, estancamiento económico y revueltas sociales la dictadura organiza unas "elecciones" supervisadas encabezada por Pedro Eugenio Aramburu, en estas se encontraban proscriptos el principal partido político el Partido Justicialista que había obtenido más del 62 por ciento en 1951 y casi el 65 por ciento de los votos en 1954..
La campaña fue marginal, teniendo solo un mes de duración, los candidatos no pudieron realizar actividades proselitistas sumado al control total del gobierno militar sobre los medios de comunicación. Tanto los candidatos como sus programas - solo el Partido Socialista presentó un programa de gobierno- debían ser aprobados con antelación por la Junta Consultiva y recibir autorización del poder Ejecutivo, la Junta formada por cinco marinos y dos representantes del ejército no anunciaba públicamente el motivo de los rechazos de determinados candidatos, ni dejaba constancia por escrito de sus decisiones. Las elecciones se realizaron con el Partido Justicialista perseguido e ilegalizado, el expresidente Perón proscripto, así como los dirigentes que adherían a esa corriente política. El 15 de enero de 1958 el régimen habilitó sólo siete candidatos a competir en las elecciones realizadas sólo un mes después.
Fueron proscriptos el peronismo, los partidos de origen comunista y socialista - excepto el PS de fuerte línea oficialista, así como decenas de partidos provinciales o aliados al peronismo; perseguidos miles de dirigentes políticos principalmente peronista.
Aprovechando la oportunidad, el candidato a la vicepresidencia por la Unión Cívica Radical (UCR), evaluó que tenía una victoria asegurada en las siguientes elecciones, al no encontrarse el peronismo presente, Arturo Frondizi, obtuvo en secreto un acuerdo con el exiliado Perón, mediante el cual los peronistas proscriptos recibirían una voz a cambio de su apoyo. El pacto, un mero rumor de entonces, creó una brecha en la UCR en su convención del partido en noviembre de 1956, forzando la división del mismo en dos partidos distintos, la Unión Cívica Radical del Pueblo, antiperonista, y la Unión Cívica Radical Intransigente, que quería negociar y legalizar el peronismo para restaurar completamente la democracia. En ese contexto se celebraron elecciones constituyentes, en las que el voto en blanco, único método de expresión electoral de los peronistas bajo recomendación del propio Perón, obtuvo el 24.31% de los votos. Teóricamente, la UCRI obtuvo la victoria con 77 de los 205 convencionales constituyentes, seguido por la UCRP con 75. De ese modo Aramburu convocó a elecciones generales para febrero de 1958. La UCRI presentó como candidato a presidente a Frondizi, con Alejandro Gómez como compañero de fórmula, mientras que la UCRP presentó a Ricardo Balbín como candidato presidencial y Santiago H. del Castillo como candidato a vicepresidente.

## Candidaturas

### Unión Cívica Radical Intransigente
|                                                          |                     |
| Arturo Frondizi                                          | Alejandro Gómez     |
| para presidente                                          | para vicepresidente |
| {{{descripción}}}                                        | {{{descripción}}}   |
| Diputado nacional por la Capital Federal (1946-1951)     | abogado             |
| Apoyados por: - Movimiento Peronista - Partido Comunista |                     |

### Unión Cívica Radical del Pueblo
|                                                |                                   |
| Ricardo Balbín                                 | Santiago del Castillo             |
| para presidente                                | para vicepresidente               |
| {{{descripción}}}                              | {{{descripción}}}                 |
| Diputado nacional por Buenos Aires (1946-1950) | Gobernador de Córdoba (1940-1943) |

### Partido Demócrata Cristiano
|                   |                      |
| Lucas Ayarragaray | Horacio Sueldo       |
| para presidente   | para vicepresidente  |
| {{{descripción}}} | {{{descripción}}}    |
| Diputado          | Abogado y periodista |

### Partido Socialista
|                                                     |                                                |
| Alfredo Palacios                                    | Carlos Sánchez Viamonte                        |
| para presidente                                     | para vicepresidente                            |
| {{{descripción}}}                                   | {{{descripción}}}                              |
| Senador Nacional por la Capital Federal (1932-1943) | Diputado Nacional por Buenos Aires (1940-1943) |

### Otras candidaturas
|                                                 |                              |                                            |                                                                                       |                                            |                                                                                         |                                                       |                                                       |
| Vicente Solano Lima                             | Horacio Maldonado            | Luciano Molinas                            | Horacio Thedy                                                                         | Alejandro H. Leloir                        | Juan Atilio Bramuglia                                                                   |                                                       |                                                       |
| para presidente                                 | para vicepresidente          | para presidente                            | para vicepresidente                                                                   | para presidente                            | para vicepresidente                                                                     |                                                       |                                                       |
|                                                 |                              |                                            |                                                                                       |                                            |                                                                                         |                                                       |                                                       |
| Diputado Nacional por Buenos Aires (1940-1943)  |                              | Gobernador de Santa Fe (1932-1935)         | Convencional Constituyente (1957) Miembro de la Junta Consultiva Nacional (1955-1958) | inicio3 = 28 de octubre de 1955            | final3 = 1 de mayo de 1958                                                              | Diputado Nacional por Buenos Aires (1948-1952 y 1955) | Ministro de Relaciones Exteriores y Culto (1946-1949) |
| Partido sin alianza                             | Partido sin alianza          | Partido sin alianza                        | Partido sin alianza                                                                   | Partido sin alianza                        | Partido sin alianza                                                                     |                                                       |                                                       |
|                                                 |                              |                                            |                                                                                       |                                            |                                                                                         |                                                       |                                                       |
| Partido Cívico Independiente                    | Partido Cívico Independiente |                                            |                                                                                       | Partido Conservador                        | Partido Conservador                                                                     |                                                       |                                                       |
| Juan Bautista Peña                              | Ana Zaefferer de Goyeneche   | Héctor González Iramain                    | Carlos E. Aguinaga                                                                    | Reynaldo Pastor                            | Martín Aberg Cobo                                                                       |                                                       |                                                       |
| para presidente                                 | para vicepresidenta          | para presidente                            | para vicepresidenta                                                                   | para presidente                            | para vicepresidenta                                                                     |                                                       |                                                       |
|                                                 |                              |                                            |                                                                                       |                                            | {{{descripción}}}                                                                       |                                                       |                                                       |
| Director del Mercado de Valores de Buenos Aires |                              | Senador Nacional por Catamarca (1935-1943) | Diputado Nacional por Mendoza (1942-1943)                                             | Diputado Nacional por San Luis (1946-1951) | Secretario de Obras Públicas de la Municipalidad de la Ciudad de Buenos Aires (1940-43) |                                                       |                                                       |
| Partido sin alianza                             | Partido sin alianza          | Partido sin alianza                        | Partido sin alianza                                                                   |                                            | Partido sin alianza                                                                     | Partido sin alianza                                   |                                                       |

## Resultados

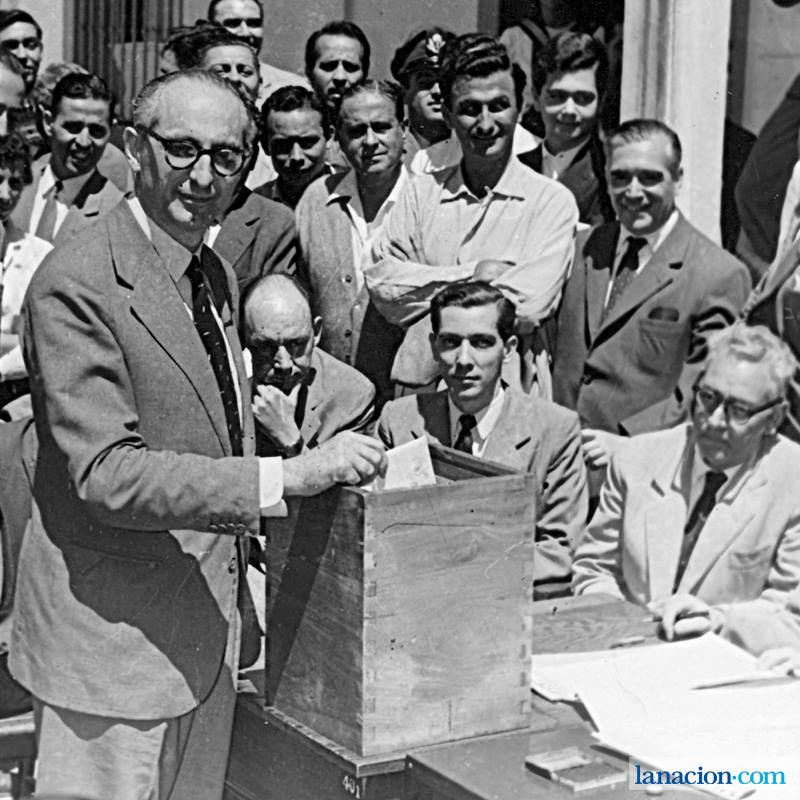
Arturo Frondizi candidato a la presidencia votando durante las elecciones.

Habiendo recibido el apoyo de Aramburu, la fórmula Balbín-Del Castillo se llevó una sorpresa cuando, el 19 de febrero, cuatro días antes de la elección, Perón anunció públicamente desde el exilio que apoyaba la candidatura de Frondizi. Los votos en blanco de los peronistas se convirtieron de este modo en votos de Frondizi, que obtuvo una victoria con casi el 50% de los votos. También bajo el apoyo del peronismo, el radicalismo intransigente obtuvo la mayoría de los gobiernos provinciales y obtuvo el quorum en ambas cámaras de la legislatura. A pesar de que el apoyo de Perón a Frondizi facilitó que la elección fuese efectiva, con la participación electoral más alta de la historia argentina, el voto en blanco o anulado, de parte de ciertos peronistas opuestos a la idea de votar por un candidato radical, siguió siendo considerable al superar el 9%, y Frondizi ingresó al gobierno sumamente condicionado, debido a que dependía electoralmente del apoyo de Perón, e institucionalmente de complacer a la cúpula militar. Sin embargo, Aramburu reconoció el resultado y entregó a Frondizi la presidencia el 1 de mayo de 1958.
| Fórmula                 | Fórmula                    | Partido               | Partido                                                     | Voto popular | Voto popular | Voto electoral | Voto electoral |
| Presidente              | Vicepresidente             | Partido               | Partido                                                     | Votos        | %            | Votos          | %              |
| ----------------------- | -------------------------- | --------------------- | ----------------------------------------------------------- | ------------ | ------------ | -------------- | -------------- |
| Arturo Frondizi         | Alejandro Gómez            |                       | Unión Cívica Radical Intransigente                          | 4.070.398    | 49,49        | 319            | 68,45          |
| Ricardo Balbín          | Santiago del Castillo      |                       | Unión Cívica Radical del Pueblo                             | 2.617.693    | 31,83        | 140            | 30,04          |
| Lucas Ayarragaray (h)   | Horacio Sueldo             |                       | Partido Demócrata Cristiano                                 | 285.650      | 3,47         |                |                |
| Alfredo Palacios        | Carlos Sánchez Viamonte    |                       | Partido Socialista                                          | 264.721      | 3,22         |                |                |
| Héctor González Iramain | Carlos Aguinaga            |                       | Partido Demócrata                                           | 145.935      | 1,77         |                |                |
| Reynaldo Pastor         | Martín Aberg Cobo          |                       | Partido Conservador                                         | 128.226      | 1,56         |                |                |
| Luciano Molinas         | Horacio R. Thedy           |                       | Partido Demócrata Progresista                               | 126.991      | 1,54         |                |                |
| Alejandro Leloir        | Juan A. Bramuglia          |                       | Unión Popular                                               | 80.712       | 0,98         |                |                |
| Ernesto Meabe           | José Brouchou              |                       | Partido Liberal de Corrientes                               | 51.092       | 0,62         | 5              | 1,07           |
| Vicente Solano Lima     | Horacio Maldonado          |                       | Partido Demócrata Conservador Popular                       | 49.784       | 0,61         |                |                |
|                         |                            |                       | Partido Blanco                                              | 40.820       | 0,50         |                |                |
| Juan Bautista Peña      | Ana Zaefferer de Goyeneche |                       | Partido Cívico Independiente                                | 39.157       | 0,48         |                |                |
|                         |                            |                       | Unión Popular Populista                                     | 32.119       | 0,39         |                |                |
|                         |                            |                       | Unión Cívica Radical Intransigente Rojo y Blanco            | 31.987       | 0,39         |                |                |
| Juan José Tartara       |                            |                       | Partido del Pueblo                                          | 30.957       | 0,38         |                |                |
|                         |                            |                       | Partido Conservador                                         | 30.239       | 0,37         |                |                |
|                         |                            |                       | Unión Cívica Radical Bloquista Tradicional                  | 22.371       | 0,27         |                |                |
|                         |                            |                       | Alianza Chaqueña (Demócrata Progresista - Socialista)       | 22.338       | 0,27         |                |                |
|                         |                            |                       | Partido Laborista                                           | 20.358       | 0,25         |                |                |
|                         |                            |                       | Partido de los Trabajadores                                 | 16.876       | 0,21         |                |                |
|                         |                            |                       | Partido Demócrata Liberal                                   | 16.611       | 0,20         | 2              | 0,43           |
| Basilio Serrano         | Juan de Zan                |                       | Unión Federal                                               | 12.996       | 0,16         |                |                |
|                         |                            |                       | Unión Provincial                                            | 10.722       | 0,13         |                |                |
|                         |                            |                       | Partido de los Trabajadores Popular y Reconstrucción Social | 10.378       | 0,13         |                |                |
|                         |                            |                       | Partido Demócrata Conservador                               | 10.328       | 0,13         |                |                |
|                         |                            |                       | Defensa Provincial-Bandera Blanca                           | 9.296        | 0,11         |                |                |
|                         |                            |                       | Partido Populista                                           | 7.596        | 0,09         |                |                |
|                         |                            |                       | Unión Cívica Radical Intransigente y Renovación             | 7.581        | 0,09         |                |                |
| Alejandro Gancedo (h)   |                            |                       | Unión Cívica Radical Antipersonalista                       | 7.141        | 0,09         |                |                |
|                         |                            |                       | Unión Cívica Radical Bloquista-Conservador Popular          | 6.120        | 0,07         |                |                |
|                         |                            |                       | Partido Laborista Federal Popular                           | 4.427        | 0,05         |                |                |
|                         |                            |                       | Partido Demócrata Autonomista (Junta Renovadora Nacional)   | 2.700        | 0,03         |                |                |
|                         |                            |                       | Partido Azul y Blanco                                       | 2.593        | 0,03         |                |                |
|                         |                            |                       | Partido Demócrata Formoseño                                 | 2.364        | 0,03         |                |                |
|                         |                            |                       | Partido Laborista Nacional                                  | 2.170        | 0,03         |                |                |
|                         |                            |                       | Partido Laborista Federal Agrario                           | 1.342        | 0,02         |                |                |
| Rafael Claudeville      |                            |                       | Partido Renovador                                           | 661          | 0,01         |                |                |
|                         |                            |                       | Partido Social Obrero                                       | 608          | 0,01         |                |                |
|                         |                            |                       | Partido Liberal de Misiones                                 | 273          | 0,00         |                |                |
|                         |                            |                       | Partido Comunista                                           | 42           | 0,00         |                |                |
| Votos positivos         | Votos positivos            | Votos positivos       | Votos positivos                                             | 8.224.373    | 90,76        |                |                |
| Votos en blanco         | Votos en blanco            | Votos en blanco       | Votos en blanco                                             | 814.802      | 8,99         |                |                |
| Votos anulados          | Votos anulados             | Votos anulados        | Votos anulados                                              | 22.724       | 0,25         |                |                |
| Participación           | Participación              | Participación         | Participación                                               | 9.061.899    | 90,60        |                |                |
| Abstenciones            | Abstenciones               | Abstenciones          | Abstenciones                                                | 940.428      | 9,40         |                |                |
| Electores registrados   | Electores registrados      | Electores registrados | Electores registrados                                       | 10.002.327   | 100          |                |                |
| Fuentes:                |                            |                       |                                                             |              |              |                |                |

### Resultados por distrito
|                     |     | Frondizi/Gómez (UCRI) | Frondizi/Gómez (UCRI) | Frondizi/Gómez (UCRI) | Balbín/del Castillo (UCRP) | Balbín/del Castillo (UCRP) | Balbín/del Castillo (UCRP) | Ayarragaray/Sueldo (PDC) | Ayarragaray/Sueldo (PDC) | Ayarragaray/Sueldo (PDC) | Palacios/S. Viamonte (PS) | Palacios/S. Viamonte (PS) | Palacios/S. Viamonte (PS) | Otros partidos | Otros partidos | Otros partidos | Blancos/Nulos | Blancos/Nulos | Participación | Participación |
| Provincia           | El. | Votos                 | %                     | El.                   | Votos                      | %                          | El.                        | Votos                    | %                        | El.                      | Votos                     | %                         | El.                       | Votos          | %              | El.            | Votos         | %             | Votos         | %             |
| ------------------- | --- | --------------------- | --------------------- | --------------------- | -------------------------- | -------------------------- | -------------------------- | ------------------------ | ------------------------ | ------------------------ | ------------------------- | ------------------------- | ------------------------- | -------------- | -------------- | -------------- | ------------- | ------------- | ------------- | ------------- |
| Buenos Aires        | 104 | 1.415.944             | 52,51                 | 70                    | 851.172                    | 31,57                      | 34                         | 65.802                   | 2,44                     | —                        | 117.652                   | 4,36                      | —                         | 245.792        | 9,12           | —              | 339.684       | 11,19         | 3.036.046     | 92,57         |
| Capital Federal     | 74  | 690.097               | 46,68                 | 50                    | 600.781                    | 40,64                      | 24                         | 53.149                   | 3,59                     | —                        | 88.748                    | 6,00                      | —                         | 45.659         | 3,09           | —              | 95.516        | 6,07          | 1.573.950     | 91,47         |
| Catamarca           | 8   | 27.587                | 42,20                 | 6                     | 19.282                     | 29,50                      | 2                          | 3.707                    | 5,67                     | —                        | 571                       | 0,87                      | —                         | 14.225         | 21,76          | —              | 2.426         | 3,58          | 67.798        | 91,16         |
| Chaco               | 14  | 87.050                | 50,66                 | 10                    | 46.838                     | 27,26                      | 4                          | 6.133                    | 3,57                     | —                        | —                         | —                         | —                         | 31.815         | 18,51          | —              | 15.908        | 8,47          | 187.744       | 85,64         |
| Chubut              | 6   | 19.891                | 47,81                 | 4                     | 12.398                     | 29,80                      | 2                          | 1.476                    | 3,55                     | —                        | 2.030                     | 4,88                      | —                         | 5.812          | 13,97          | —              | 2.616         | 5,92          | 44.223        | 80,20         |
| Córdoba             | 40  | 376.516               | 46,49                 | 27                    | 313.076                    | 38,66                      | 13                         | 33.486                   | 4,14                     | —                        | 10.098                    | 1,25                      | —                         | 76.637         | 9,46           | —              | 47.325        | 5,52          | 857.138       | 91,74         |
| Corrientes          | 16  | 87.836                | 40,33                 | 11                    | 21.421                     | 9,84                       | —                          | 11.687                   | 5,37                     | —                        | 870                       | 0,40                      | —                         | 95.987         | 44,07          | 5              | 20.213        | 8,49          | 238.014       | 84,83         |
| Entre Ríos          | 22  | 174.929               | 50,01                 | 15                    | 115.539                    | 33,03                      | 7                          | 18.223                   | 5,21                     | —                        | 3.323                     | 0,95                      | —                         | 37.789         | 10,80          | —              | 32.856        | 8,59          | 382.659       | 87,86         |
| Formosa             | 6   | 18.941                | 51,66                 | 4                     | 11.698                     | 31,91                      | 2                          | 2.135                    | 5,82                     | —                        | 810                       | 2,21                      | —                         | 3.081          | 8,40           | —              | 3.232         | 8,10          | 39.897        | 81,23         |
| Jujuy               | 8   | 33.075                | 52,02                 | 6                     | 11.421                     | 17,96                      | 2                          | 1.521                    | 2,39                     | —                        | 758                       | 1,19                      | —                         | 16.802         | 26,43          | —              | 12.902        | 16,87         | 76.479        | 89,37         |
| La Pampa            | 8   | 40.150                | 59,63                 | 6                     | 18.334                     | 27,23                      | 2                          | 4.491                    | 6,67                     | —                        | 3.772                     | 5,60                      | —                         | 580            | 0,86           | —              | 7.276         | 9,75          | 74.603        | 93,32         |
| La Rioja            | 6   | 32.757                | 64,79                 | 4                     | 14.568                     | 28,81                      | 2                          | 2.224                    | 4,40                     | —                        | —                         | —                         | —                         | 1.009          | 2,00           | —              | 2.894         | 5,41          | 53.452        | 86,76         |
| Mendoza             | 18  | 195.071               | 57,22                 | 12                    | 80.559                     | 23,63                      | 6                          | 8.085                    | 2,37                     | —                        | 5.026                     | 1,47                      | —                         | 52.201         | 15,31          | —              | 13.814        | 3,89          | 354.756       | 90,09         |
| Misiones            | 10  | 34.945                | 48,31                 | 7                     | 20.211                     | 27,94                      | 3                          | 7.657                    | 10,58                    | —                        | 2.076                     | 2,87                      | —                         | 7.450          | 10,30          | —              | 12.157        | 14,39         | 84.496        | 83,71         |
| Neuquén             | 6   | 15.458                | 56,82                 | 4                     | 6.612                      | 24,31                      | 2                          | 1.635                    | 6,01                     | —                        | 1.028                     | 3,78                      | —                         | 2.470          | 9,08           | —              | 9.886         | 26,65         | 37.089        | 87,75         |
| Río Negro           | 8   | 20.790                | 44,69                 | 6                     | 13.953                     | 29,99                      | 2                          | 5.881                    | 12,64                    | —                        | 2.735                     | 5,88                      | —                         | 3.161          | 6,79           | —              | 14.851        | 24,20         | 61.371        | 80,86         |
| Salta               | 10  | 65.917                | 53,30                 | 7                     | 29.761                     | 24,06                      | 3                          | 3.246                    | 2,62                     | —                        | 1.802                     | 1,46                      | —                         | 22.949         | 18,56          | —              | 17.416        | 12,34         | 141.091       | 83,72         |
| San Juan            | 10  | 57.443                | 41,07                 | 7                     | 34.573                     | 24,72                      | 3                          | 3.773                    | 2,70                     | —                        | 2.321                     | 1,66                      | —                         | 41.761         | 29,86          | —              | 5.852         | 4,02          | 145.723       | 91,14         |
| San Luis            | 8   | 43.800                | 58,09                 | 6                     | 11.064                     | 14,67                      | —                          | 1.806                    | 2,40                     | —                        | 1.176                     | 1,56                      | —                         | 17.556         | 23,28          | 2              | 7.072         | 8,57          | 82.474        | 89,62         |
| Santa Cruz          | 6   | 3.800                 | 43,71                 | 4                     | 3.017                      | 34,71                      | 2                          | 515                      | 5,92                     | —                        | —                         | —                         | —                         | 1.361          | 15,66          | —              | 2.054         | 19,11         | 10.747        | 83,71         |
| Santa Fe            | 44  | 430.525               | 48,60                 | 30                    | 276.078                    | 31,17                      | 14                         | 38.079                   | 4,30                     | —                        | 11.908                    | 1,34                      | —                         | 129.223        | 14,59          | —              | 96.941        | 9,86          | 982.754       | 93,13         |
| Santiago del Estero | 16  | 67.334                | 36,91                 | 11                    | 53.724                     | 29,45                      | 5                          | 5.200                    | 2,85                     | —                        | 3.021                     | 1,66                      | —                         | 53.158         | 29,14          | —              | 26.395        | 12,64         | 208.832       | 82,60         |
| Tucumán             | 18  | 130.542               | 47,94                 | 12                    | 51.613                     | 18,95                      | 6                          | 5.739                    | 2,11                     | —                        | 4.996                     | 1,83                      | —                         | 79.433         | 29,17          | —              | 48.240        | 15,05         | 320.563       | 86,18         |
| Total               | 466 | 4.070.398             | 49,49                 | 319                   | 2.617.693                  | 31,83                      | 140                        | 285.650                  | 3,47                     | 0                        | 264.721                   | 3,22                      | 0                         | 985.911        | 11,99          | 7              | 837.526       | 9,24          | 9.061.899     | 90,60         |

## Resultados del Colegio Electoral
Los colegios electorales se reunieron el 17 de marzo de 1958, en cada una de las capitales provinciales y en la Ciudad de Buenos Aires proclamando ganadores a Frondizi y Gómez. El 31 de marzo de 1958 la Asamblea Legislativa, la Cámara de Diputados y el Senado, dio la aprobación definitiva de las elecciones.
| Candidato a Presidente | Partido            | Partido                            | Votos Electorales |
| ---------------------- | ------------------ | ---------------------------------- | ----------------- |
| Arturo Frondizi        |                    | Unión Cívica Radical Intransigente | 318               |
| Ricardo Balbín         |                    | Unión Cívica Radical del Pueblo    | 135               |
| Ernesto Meabe          |                    | Partido Liberal de Corrientes      | 5                 |
| Total de votos         | Total de votos     | Total de votos                     | 458               |
| No votaron             | No votaron         | No votaron                         | 8                 |
| Total de electores     | Total de electores | Total de electores                 | 466               |

| Candidato a Vicepresidente | Partido            | Partido                            | Votos Electorales |
| -------------------------- | ------------------ | ---------------------------------- | ----------------- |
| Alejandro Gómez            |                    | Unión Cívica Radical Intransigente | 318               |
| Santiago H. del Castillo   |                    | Unión Cívica Radical del Pueblo    | 135               |
| José Brouchou              |                    | Partido Liberal de Corrientes      | 5                 |
| Total de votos             | Total de votos     | Total de votos                     | 458               |
| No votaron                 | No votaron         | No votaron                         | 8                 |
| Total de electores         | Total de electores | Total de electores                 | 466               |

### Resultados por provincia
| Provincia           | Presidente | Presidente | Presidente |       | Vicepresidente | Vicepresidente | Vicepresidente |  | No votaron |
| Provincia           | Frondizi   | Balbín     | Meabe      | Gómez | del Castillo   | Brouchou       |                |  | No votaron |
| ------------------- | ---------- | ---------- | ---------- | ----- | -------------- | -------------- | -------------- |  | ---------- |
| Buenos Aires        | 70         | 33         |            |       | 70             | 33             |                |  | 1          |
| Capital Federal     | 50         | 23         |            | 50    | 23             |                | 1              |  |            |
| Catamarca           | 6          | 2          |            | 6     | 2              |                |                |  |            |
| Chaco               | 10         | 3          |            | 10    | 3              |                | 1              |  |            |
| Chubut              | 4          | 2          |            | 4     | 2              |                |                |  |            |
| Córdoba             | 27         | 13         |            | 27    | 13             |                |                |  |            |
| Corrientes          | 11         |            | 5          | 11    |                | 5              |                |  |            |
| Entre Ríos          | 15         | 7          |            | 15    | 7              |                |                |  |            |
| Formosa             | 4          | 2          |            | 4     | 2              |                |                |  |            |
| Jujuy               | 6          | 2          |            | 6     | 2              |                |                |  |            |
| La Pampa            | 6          | 2          |            | 6     | 2              |                |                |  |            |
| La Rioja            | 4          | 2          |            | 4     | 2              |                |                |  |            |
| Mendoza             | 12         | 6          |            | 12    | 6              |                |                |  |            |
| Misiones            | 7          | 3          |            | 7     | 3              |                |                |  |            |
| Neuquén             | 4          | 2          |            | 4     | 2              |                |                |  |            |
| Río Negro           | 6          | 2          |            | 6     | 2              |                |                |  |            |
| Salta               | 7          | 3          |            | 7     | 3              |                |                |  |            |
| San Juan            | 7          | 3          |            | 7     | 3              |                |                |  |            |
| San Luis            | 6          |            |            | 6     |                |                | 2              |  |            |
| Santa Cruz          | 4          | 2          |            | 4     | 2              |                |                |  |            |
| Santa Fe            | 29         | 12         |            | 29    | 12             |                | 3              |  |            |
| Santiago del Estero | 11         | 5          |            | 11    | 5              |                |                |  |            |
| Tucumán             | 12         | 6          |            | 12    | 6              |                |                |  |            |
| Total               | 318        | 135        | 5          |       | 318            | 135            | 5              |  | 8          |
| Fuentes:            |            |            |            |       |                |                |                |  |            |

## Elecciones para gobernadores de Provincia
| Elección de Gobernadores de provincia | Elección de Gobernadores de provincia | Elección de Gobernadores de provincia | Elección de Gobernadores de provincia |
| --- | ------------------------------------- | ------------------------------------- | ------------------------------------- |
| Cargos a elegir: 22 gobernadores provinciales, 23 órganos legislativos Designación presidencial: Intendente de la Ciudad de Buenos Aires y Gobernador territorial de Tierra del Fuego |                                       |                                       |                                       |
| Distrito | Gobernador electo                     | Partido                               | Mapa                                  |
| Buenos Aires (Ver detalle) | Oscar Alende                          | Unión Cívica Radical Intransigente    |                                       |
| Catamarca (Ver detalle) | Juan Manuel Salas                     | Unión Cívica Radical Intransigente    |                                       |
| Chaco (Ver detalle) | Anselmo Zoilo Duca                    | Unión Cívica Radical Intransigente    |                                       |
| Chubut (Ver detalle) | Jorge Galina                          | Unión Cívica Radical Intransigente    |                                       |
| Córdoba (Ver detalle) | Arturo Zanichelli                     | Unión Cívica Radical Intransigente    |                                       |
| Corrientes (Ver detalle) | Fernando Piragine Niveyro             | Unión Cívica Radical Intransigente    |                                       |
| Entre Ríos (Ver detalle) | Raúl Lucio Uranga                     | Unión Cívica Radical Intransigente    |                                       |
| Formosa (Ver detalle) | Luis Gutnisky                         | Unión Cívica Radical Intransigente    |                                       |
| Jujuy (Ver detalle) | Horacio Guzmán                        | Unión Cívica Radical Intransigente    |                                       |
| 1960: La Pampa (Ver detalle) | Ismael Amit                           | Unión Cívica Radical Intransigente    |                                       |
| La Rioja (Ver detalle) | Herminio Torres Brizuela              | Unión Cívica Radical Intransigente    |                                       |
| Mendoza (Ver detalle) | Ernesto Ueltschi                      | Unión Cívica Radical Intransigente    |                                       |
| 1960: Misiones (Ver detalle) | César Napoleón Ayrault                | Unión Cívica Radical Intransigente    |                                       |
| Neuquén (Ver detalle) | Ángel Edelman                         | Unión Cívica Radical Intransigente    |                                       |
| Río Negro (Ver detalle) | Edgardo Castello                      | Unión Cívica Radical Intransigente    |                                       |
| Salta (Ver detalle) | Bernardino Biella                     | Unión Cívica Radical Intransigente    |                                       |
| San Juan (Ver detalle) | Américo García                        | Unión Cívica Radical Intransigente    |                                       |
| San Luis (Ver detalle) | Alberto Domeniconi                    | Unión Cívica Radical Intransigente    |                                       |
| Santa Cruz (Ver detalle) | Mario Paradelo                        | Unión Cívica Radical Intransigente    |                                       |
| Santa Fe (Ver detalle) | Carlos Sylvestre Begnis               | Unión Cívica Radical Intransigente    |                                       |
| Santiago del Estero (Ver detalle) | Eduardo Miguel                        | Unión Cívica Radical Intransigente    |                                       |
| Tucumán (Ver detalle) | Celestino Gelsi                       | Unión Cívica Radical Intransigente    |                                       |
| Capital Federal (designación) | Hernán M. Giralt                      | Unión Cívica Radical Intransigente    |                                       |
| Tierra del Fuego (designación) | Ernesto Manuel Campos                 | Unión Cívica Radical Intransigente    |                                       |

## Galería

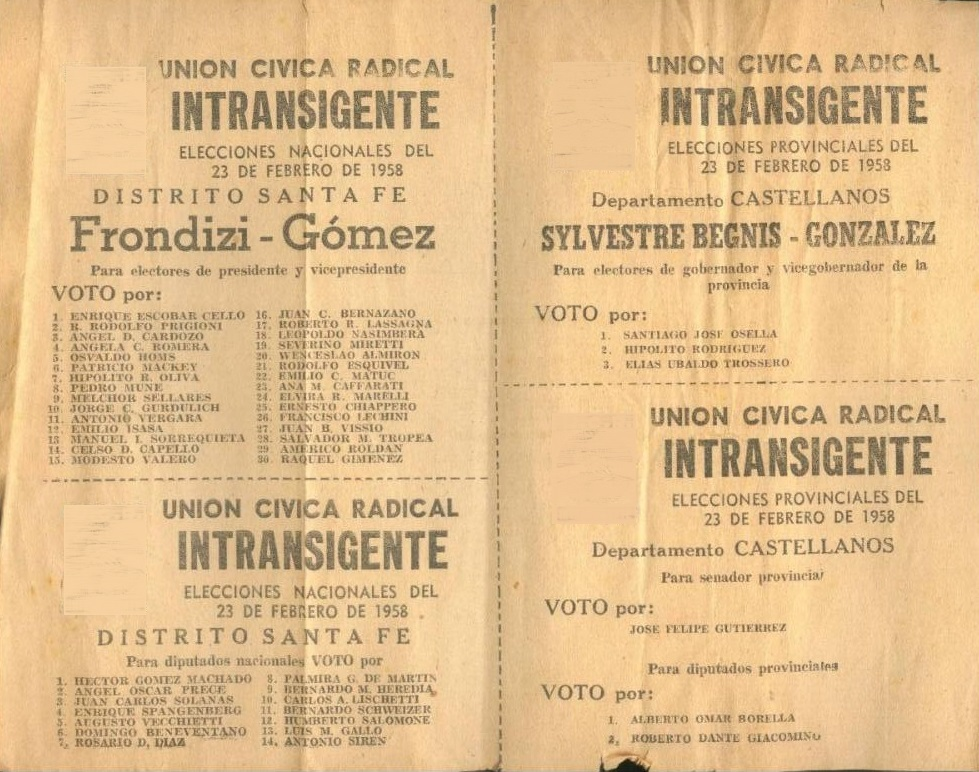
Boleta electoral de Frondizi.
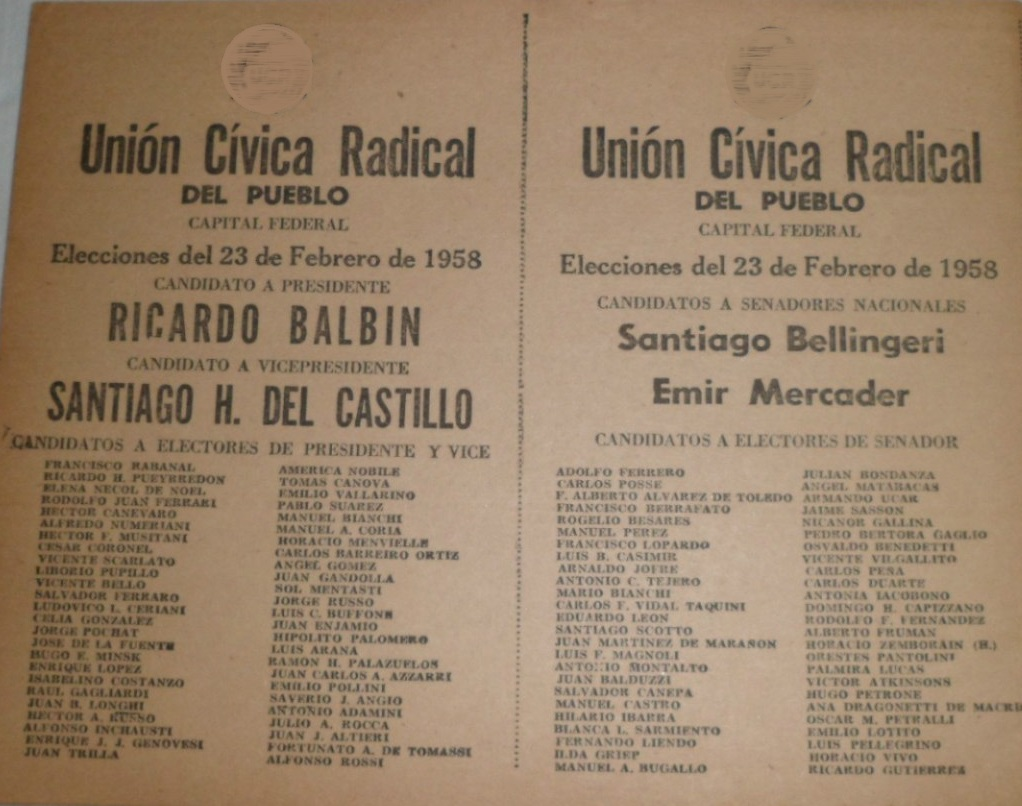
Boleta electoral de Balbín.